# Emanuel Bachrach-Barée
Pour les articles homonymes, voir Bachrach.
Emanuel Bachrach-Barée, né le 11 avril 1863 à Oderberg et mort le 20 avril 1943, est un peintre allemand. 

## Biographie

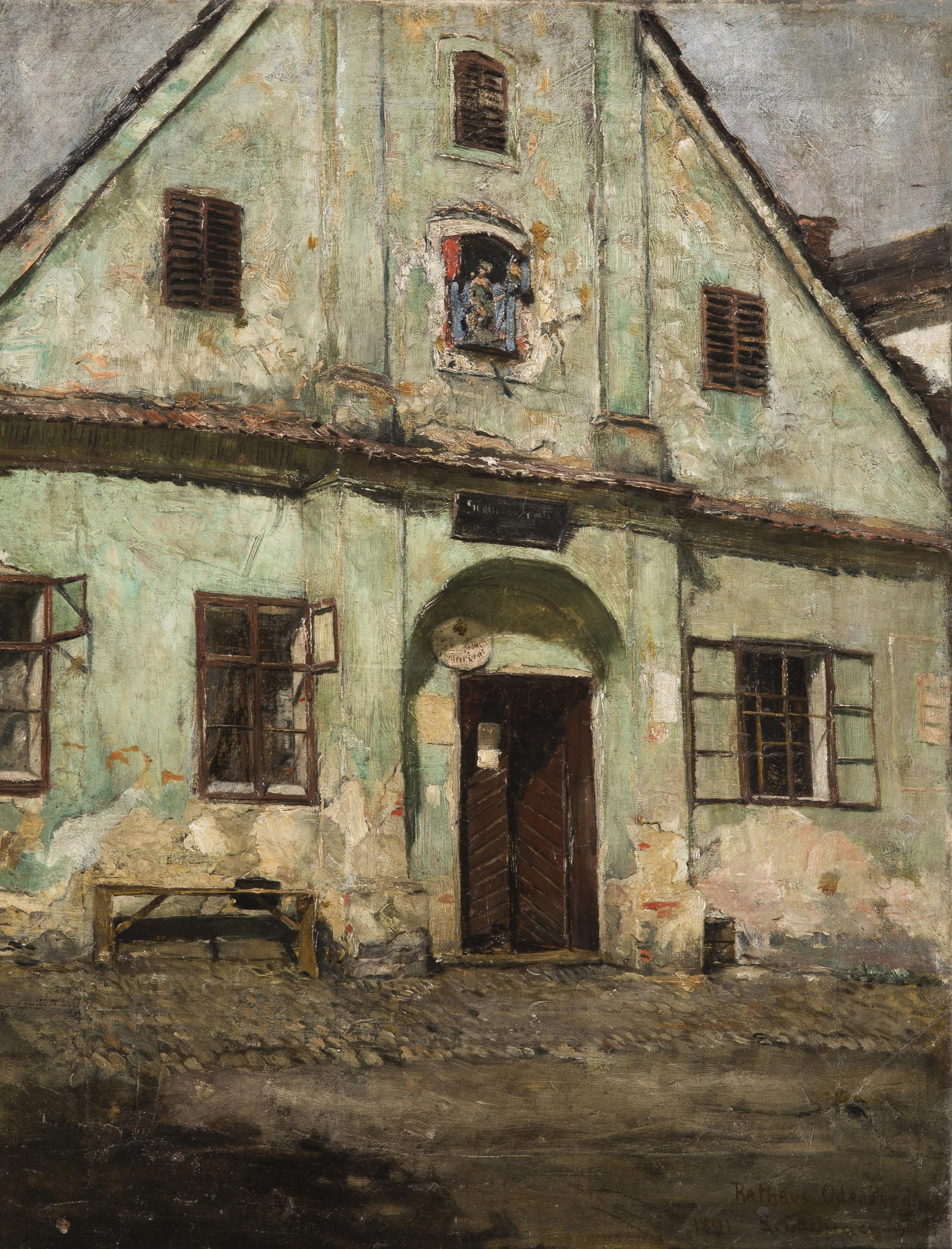
Hôtel de ville d'Oderberg (1891, huile sur toile)

Emanuel Bachrach-Barée naît le 11 avril 1863 à Oderberg, en Silésie autrichienne de parents juifs, du meunier et marchand Philipp Israel Bachrach (1818-1892) et de sa femme Helena née Kremser (1837-1921). 
Artiste autodidacte, en 1885 il s'installe à Munich. À partir de 1890, ses peintures sont représentées au Palais des glaces. Il est associé au groupe d'artistes Luitpold-Gruppe (voir la Sécession de Munich), un groupe d'artistes qui défend des aspirations modérément modernes avec une grande qualité artistique. De temps en temps, il expose également à Berlin, par exemple à l'Exposition internationale d'art de 1891 et à l'Exposition Grand Art de 1893. Bachrach-Barée travaille également comme illustrateur pour des journaux allemands. 
Jusqu'à un âge avancé, il travaille avec une créativité ininterrompue. Dans les années 1931 et 1932, ses tableaux sont encore exposés aux expositions d'art du Deutsches Museum à Munich. En raison de son origine juive, les autorités nazies lui interdisent de travailler en 1936 et interdisent la vente de ses tableaux. 
Emanuel Bachrach-Barée meurt en 1943 à Munich. 
Ses deux fils, Hellmut Bachrach-Barée (Munich, 1898-1969) et Hans Bachrach (Munich, 1900-1958), sont aussi des peintres. 